# (37838) 1998 DF
1998 DF (asteroide 37838) é um asteroide da cintura principal. Possui uma excentricidade de 0.11622090 e uma inclinação de 4.69155º.
Este asteroide foi descoberto no dia 17 de fevereiro de 1998 por Pierre Antonini em Bedoin.